# Mirko Novosel
Mirko Novosel (Zagreb, 30. lipnja 1938. – Zagreb, 20. srpnja 2023.) bio je hrvatski košarkaš i trener.
Novosel je igračku karijeru započeo 15. siječnja 1952. koja je trajala sve do 1966. Novosel je najtrofejniji košarkaški trener. Bio je trenerom dva kluba (Cibona i Napulj), a izbornikom reprezentacije četiri puta (Jugoslavija, Hrvatska, Belgija, te izbornikom momčadi Europe). 

## Sportski uspjesi
Novosel je s Cibonom 3 puta bio prvak Jugoslavije, 7 puta prvak Kupa Jugoslavije, 2 puta pobjednik europskog Kupa kupova i osvajač Kupa prvaka Europe, 1985.
1985. proglašen je najboljim europskim košarkaškim trenerom. Kao izbornik ostvario je rekordni omjer 99 - 11 (od 1971. do 1993.).
Novosel je s reprezentacijom osvojio zlatnu medalju na Olimpijskom igrama u Moskvi 1980., srebrnu medalju na Olimpijskim igrama u Montrealu 1976. i brončanu medalju na Olimpijskim igrama u Los Angelesu 1984., čime ulazi među samo četiri trenera u svijetu, s tri ili više olimpijskih medalja.
Jedinstven je i po tome što je 1971., 1972. i 1973. osvajao kadetsko, juniorsko i na kraju seniorsko Europsko prvenstvo, kao izbornik reprezentacije.
2000. bio je u konkurenciji za primanje u košarkašku Kuću slavnih u američkom gradu Springfieldu, a ušao je u nju 2007. godine. 
1991. godine dobitnik je Državne nagrade za šport "Franjo Bučar" za životno djelo.

## Drugi o Novoselu
Zoran Kovačević i Milorad Bibić napisali su njegovu biografiju: „Zlatna košarka Mirka Novosela“.

## Zanimljivosti
- Cibonin toranj, zgrada u Zagrebu, izgrađena pred Univerzijadu u Zagrebu 1987. godine, u narodu je dobila šaljiv naziv "Mirkova cigara".

- U samom početku promjene imena kluba Lokomotiva u Cibona, zbog mlade ekipe kakva je Cibona bila i prema Mirku Novoselu, koji je bio alfa i omega kluba, kružio je šaljivo značenje imena: C(icibanski) I(nstitut) B(asketskog) O(ca) N(ovosel)A.

- U polufinalu Olimpijade u Los Angelesu naredio je svojim igračima da puste utakmicu, jer je procijenio da Jugoslavija u finalu nema šanse protiv Amerikanaca: - Bolje je kući vratiti se s pobjedom nego s porazom, a između srebra i bronce ionako nema neke razlike. - bila je tadašnja sportska filozofija Mirka Novosela.

- Osnovna napadačka filozofija košarke Mirka Novosela svodi se na dvije riječi: "Raširite se!". Analogno tome, jasna je i njegova obrambena košarkaška filozofija u dvije riječi: "Stisnite se!"

## Vanjske poveznice
- LZMK / Hrvatska enciklopedija: Novosel, Mirko
- LZMK / Proleksis enciklopedija: Novosel, Mirko
- Hrvatski košarkaški savez – Preminuo Mirko Novosel, hrvatska košarkaška legenda i stanovnik Kuće slavnih
- Večernji.hr – Umro je Mirko Novosel, legenda hrvatske košarke
- Basketnews.com – Croatian basketball legend Mirko Novosel dies at 85 (engl.)

| Cibona Zagreb   | Cibona Zagreb |
| --------------- | --- |
|                 | |
| Dvorana         | Košarkaški centar Dražen Petrović \| Dom sportova                                                                      |
|                 | |
| Treneri         | Neven Spahija \| "Aco" Petrović \| Dražen Anzulović \| Velimir Perasović \| Željko Pavličević                          |
|                 | |
| Važne ličnosti  | Mirko Novosel |
|                 | |
| Poznati igrači  | Krešimir Ćosić \| Dino Rađa \| Franjo Arapović \| Dražen Petrović \| Alan Anderson \| Andro Knego \| Danko Cvjetičanin |
|                 | |
| Klupski nadimak | Vukovi s Tuškanca |
|                 | |
| Klupski slogan  | heja-heja cibosi |
|                 | |
| Vezani članci   | Muzejsko-memorijalni centar Dražen Petrović \| Mirkova cigara \| Međunarodna natjecanja                                |

| Cibona Zagreb   | Cibona Zagreb |
| --------------- | --- |
|                 | |
| Dvorana         | Košarkaški centar Dražen Petrović \| Dom sportova                                                                      |
|                 | |
| Treneri         | Neven Spahija \| "Aco" Petrović \| Dražen Anzulović \| Velimir Perasović \| Željko Pavličević                          |
|                 | |
| Važne ličnosti  | Mirko Novosel |
|                 | |
| Poznati igrači  | Krešimir Ćosić \| Dino Rađa \| Franjo Arapović \| Dražen Petrović \| Alan Anderson \| Andro Knego \| Danko Cvjetičanin |
|                 | |
| Klupski nadimak | Vukovi s Tuškanca |
|                 | |
| Klupski slogan  | heja-heja cibosi |
|                 | |
| Vezani članci   | Muzejsko-memorijalni centar Dražen Petrović \| Mirkova cigara \| Međunarodna natjecanja                                |

| Sastav KK Cibone u euroligaškoj sezoni 1984./85. (1. mjesto)                                                                                  | Sastav KK Cibone u euroligaškoj sezoni 1984./85. (1. mjesto) |
| --- | ------------------------------------------------------------ |
| |                                                              |
| D. Petrović \| A. Petrović \| Knego \| Čutura \| M. Nakić \| Ušić \| Vukićević \| Arapović \| I. Nakić \| Bečić \| Lukačić \| Trener: Novosel |                                                              |

| Sastav KK Cibone u euroligaškoj sezoni 1984./85. (1. mjesto)                                                                                  | Sastav KK Cibone u euroligaškoj sezoni 1984./85. (1. mjesto) |
| --- | ------------------------------------------------------------ |
| |                                                              |
| D. Petrović \| A. Petrović \| Knego \| Čutura \| M. Nakić \| Ušić \| Vukićević \| Arapović \| I. Nakić \| Bečić \| Lukačić \| Trener: Novosel |                                                              |